# Aceria vinosa
Aceria vinosa är ett spindeldjur som beskrevs av Heikki Roivainen 1950. Aceria vinosa är ett kvalster som ingår i släktet Aceria och familjen Eriophyidae. Arten är reproducerande i Sverige.